# Список плазунів Хорватії
У цьому списку перелічені всі види плазунів, які трапляються на території Хорватії, а також ті види, проживання яких у Хорватії викликає сумніви.
Загалом налічують 39 підтверджених видів плазунів: 15 видів змій, 17 видів ящірок та 7 видів черепах, які формують 29 родів, 14 родин та 2 ряди. Окрім цих видів до герпетофауни Хорватії відносять ще два види плазунів — Blanus strauchi та сліпуна червоподібного. Кожен з них знайдений в країні лише раз, тому їхнє проживання в Хорватії викликає сумніви. Проте, зважаючи на географічне розселення та еволюційні особливості, їхнє мешкання у минулому, а отже приналежність до автохтонної герпетофауни, не виключене. Три із семи видів черепах — морські, які з різною частотою реєструються в акваторії країни. Червоновуха черепаха звичайна є інтродукованим та інвазійним видом, який загрожує автохтонній черепасі болотній. Зразки ще двох видів — Vipera aspis та Chalcides chalcides — зберігаються в музеях із зазначенням, що вони знайдені в Хорватії, але ці дані спростовані.
Поширеність всіх видів неоднакова. Так, вуж звичайний чи полоз ескулапів мешкають по всій Хорватії, а гологолов європейський трапляється лише в двох (можливо у трьох) місцях у Славонії, неподалік Угорщини. Mauremys rivulata також можна зустріти тільки на півдні країни. Найбагатшим регіоном за кількістю видів плазунів є адріатичне узбережжя з його середземноморським кліматом.
На видовому рівні в Хорватії проживають тільки регіональні ендеміки (Балканського півострову чи Динарських Альп), зате на підвидовому рівні у країні мешкає чотири ендемічних таксони: Podarcis melisellensis melisellensis, Podarcis melisellensis ssp.n., Podarcis siculus adriaticus та Podarcis siculus ragusae.
Як і в усьому світі, у Хорватії плазуни відчувають сильний негативний антропогенний вплив, який загрожує їхньому існуванню: забруднення навколишнього середовища, зменшення ареалів проживання через потреби сільського господарства та урбанізацію, інтродукція інвазивних видів (окрім звичайної червоновухої черепахи все частіше реєструють інші неавтохтонні види черепах — далекосхідну та Graptemys pseudogeographica).

## Список

### Легенда
Наступні категорії використані для позначення охоронного статусу кожного виду за оцінками МСОП та Європейського Червоного списку:
| VU | Vulnerable      | Уразливий                                                   |
| NT | Near Threatened | Близький до загрозливого стану                              |
| LC | Least Concern   | У найменшій загрозі                                         |
| NA | Not Applicable  | Не придатний для оцінювання (використовується тільки в ЄЧС) |

Для більшості плазунів наведений їх статус у ЄЧС (виділений жирним шрифтом — VU, EN, LC, NA). Якщо європейський статус відсутній, то наведено глобальний (звичайним шрифтом — VU, LC, NT). Якщо і такий статус відсутній, то в клітинці стоїть прочерк («-»).

### Плазуни

#### Підтверджені плазуни
| Українська назва              | Біноміальна назва                                             | Родина           | Ряд        | Статус ЄЧС/МСОП | Ареал проживання | Зображення | Виноски              |
| ----------------------------- | ------------------------------------------------------------- | ---------------- | ---------- | --------------- | --- | ---------- | -------------------- |
| Веретільниця ламка            | Anguis fragilis Linnaues, 1758                                | Anguidae         | Squamata   | LC              | Ця ящірка зустрічається на території всієї Хорватії. Трапляється на луках, галявинах, узліссях, пустищах. |            | [ 2 ] [ 7 ]          |
| Жовтопуз безногий             | Pseudopus apodus (Linnaues, 1758)                             | Anguidae         | Squamata   | LC              | На материку трапляється вздовж морського узбережжя. Також мешкає на островах. Полюбляє посушливі місцини, наприклад, маквіси, скелясті та кам'янисті місцини. Також доволі часто зустрічається на ділянках, призначених для сільського господарства. |            | [ 8 ] [ 9 ]          |
| Мідянка звичайна              | Coronella austriaca Laurenti, 1768                            | Colubridae       | Squamata   | LC              | Широко розповсюджена по всій Хорватії, окрім узбережжя та прилеглих територій, де вона трапляється значно рідше. Також мешкає на островах Брач, Црес, Крк, Млєт. Полюбляє посушливі місцини, проте трапляється й у вологих біотопах. |            | [ 10 ] [ 11 ] [ 12 ] |
| Полоз жовточеревий            | Dolichophis caspius (Gmelin, 1789)                            | Colubridae       | Squamata   | LC              | Мешкає в районі хорватської частини Барані та вздовж Дунаю. На півдні зустрічається на островах Ластово, Мрчара, Копіште, Оліб. Окрему популяцію описано біля Вінковці. Материкова популяція полюбляє дунайські лесові схили, а острівна — чагарники, поля та виноградники.                                                                             |            | [ 13 ] [ 14 ] [ 15 ] |
| Полоз чотирисмугий            | Elaphe quatuorlineata (Lacépède, 1789)                        | Colubridae       | Squamata   | NT              | Трапляється в Істрії, вздовж узбережжя Адріатичного моря та в деяких прилеглих до узбережжя районах. Також можна зустріти на деяких островах (наприклад, Крк, Раб, Хвар). Полюбляє як посушливі (карстові місцини з чагарниками та широколистяними лісами, кам'яні руїни), так і вологі (канали поблизу доріг, струмки, луки) місцини.                  |            | [ 16 ] [ 17 ] [ 18 ] |
|                               | Hierophis gemonensis (Laurenti, 1768)                         | Colubridae       | Squamata   | LC              | Поширена в Істрії та вздовж узбережжя Адріатичного моря, а також на багатьох островах. Мешкає в посушливих біотопах, таких як маквіси, пасовища, негусті ліси та узлісся, кам'янисті місцини. Також можна зустріти на узбіччях доріг, у садах, серед зарослих кам'яних руїн.                                                                            |            | [ 19 ] [ 20 ]        |
|                               | Hierophis viridiflavus (Lacépède, 1789)                       | Colubridae       | Squamata   | LC              | Північо-західна частина країни: Істрія, Прімор'є, деякі острови Кварнеру (Црес, Крк). Надає перевагу посушливим місцинам, таким як маквіси, негусті ліси, скелі та руїни, пересохлі річища, пустища, проте трапляється й у вологих біотопах. |            | [ 21 ] [ 22 ]        |
| Полоз оливковий               | Platyceps najadum (Eichwald, 1831)                            | Colubridae       | Squamata   | LC              | Переважно вздовж узбережжя Адріатичного моря, в тому числі в Біоково, починаючи від островів Крк та Паг і до кордону з Чорногорією. Полюбляє посушливі карстові та чагарникові місцини, маквіси, виноградники, негусті ліси. |            | [ 23 ] [ 24 ] [ 25 ] |
| Котяча змія кавказька         | Telescopus fallax Fleischmann, 1831                           | Colubridae       | Squamata   | LC              | Трапляється вздовж всього узбережжя Хорватії (Істрія і аж до кордону з Чорногорією) та на багатьох островах. Полюбляє теплі та посушливі кам'янисті та скелясті місцини з бідною рослинністю, на піщаних пляжах, серед кам'яних руїн. |            | [ 26 ] [ 27 ] [ 28 ] |
| Полоз ескулапів               | Zamenis longissimus (Laurenti, 1768)                          | Colubridae       | Squamata   | LC              | Трапляється по всій континентальній Хорватії, а також на ряді островів (Раб, Хвар, Црес, Млєт). Надає перевагу посушливим місцинам. Трапляється в негустих лісах, на узліссях, у чагарниках та посушливих хащах, у кам'янистих місцинах та серед кам'яних руїн.                                                                                         |            | [ 29 ] [ 30 ]        |
| Полоз леопардовий             | Zamenis situla (Linnaeus, 1758)                               | Colubridae       | Squamata   | LC              | Вздовж узбережжя Адріатичного моря, від півдня Істрії і до Конавле, а також на багатьох островах. Полюбляє посушливі біотопи: гариги, пасовища, кам'янисті та скелясті місцини, гірські луки, кам'яні руїни, узбіччя доріг. |            | [ 31 ] [ 32 ] [ 33 ] |
| Гекон турецький               | Hemidactylus turcicus (Linnaeus, 1758)                        | Gekkonidae       | Squamata   | LC              | Трапляється вздовж усього узбережжя країни, за винятком Істрії. Трапляється у печерах, на кручах скель. Цей гекон проявляє синантропність — його можна зустріти в міських будівлях, на мурах. |            | [ 2 ] [ 34 ]         |
|                               | Algyroides nigropunctatus (Duméril & Bibron, 1839)            | Lacertidae       | Squamata   | LC              | Вздовж морського узбережжя та на деяких островах Кварнеру. Проживає в різних біотопах: у чагарниках, на узліссях, у негустих лісах, серед кам'яних руїн, на скелях. |            | [ 35 ] [ 36 ]        |
|                               | Dalmatolacerta oxycephala (Duméril & Bibron, 1839)            | Lacertidae       | Squamata   | LC              | Ендемік Динарських Альп. У Хорватії трапляється в горах Далмації, а також на деяких поблизу розташованих островах. Схили та кручі скель, інші кам'янисті місцини — місця проживання цієї ящірки. |            | [ 37 ] [ 38 ]        |
|                               | Dinarolacerta mosorensis (Kolombatovic, 1886)                 | Lacertidae       | Squamata   | VU              | Ендемік Динарських Альп. В Хорватії трапляється на півдні та південному сході (Мосор, Коз'як, Біоково). Зазвичай живе вище рівня лісу, полюбляє скелясті чи кам'янисті місцини з бідною рослинністю та великою кількістю опадів. Також можна зустріти на нижчих висотах: серед чагарників або негустих лісів.                                           |            | [ 39 ] [ 40 ] [ 41 ] |
|                               | Iberolacerta horvathi (Mehely, 1904)                          | Lacertidae       | Squamata   | NT              | Є гірським видом, поширеним в таких гірських масивах, як Велебіт, Учка, Горський Котар. Мешкає в гірських букових та хвойних лісах. Іноді трапляється вище лінії лісів, серед гірських чагарників та на гірських схилах, серед тріщин в скелях. |            | [ 42 ] [ 43 ] [ 44 ] |
| Ящірка прудка                 | Lacerta agilis Linnaues, 1758                                 | Lacertidae       | Squamata   | LC              | Поширена по всій Хорватії. Найчастіше мешкає у посушливих місцинах: чагарниках, пустищах, полях з бідною рослинністю, піщаних прибережних місцинах. Також трапляється в негустих лісах та на узліссях. |            | [ 45 ] [ 46 ]        |
|                               | Lacerta bilineata Daudin, 1802                                | Lacertidae       | Squamata   | LC              | Поширена в Істрії, на островах Кварнеру та в усіх районах Динарських Альп. Полюбляє сонячні карстові схили, добре освітлені ліси, узлісся, ділянки біля води з густою рослинністю. |            | [ 47 ] [ 48 ]        |
| Ящірка трисмуга               | Lacerta trilineata Bedriaga, 1886                             | Lacertidae       | Squamata   | LC              | Трапляється у прибережних регіонах та на деяких островах Кварнеру. Полюбляє місцини з добре розвинутою рослинністю (негусті ліси, луки), а також трапляється серед чагарників, серед кам'янистих місцин, у покинутих сільськогосподарських угіддях. |            | [ 49 ] [ 50 ]        |
| Ящірка зелена                 | Lacerta viridis (Laurenti, 1768)                              | Lacertidae       | Squamata   | LC              | Поширений по всій Хорватії, як в її континентальній частині, так і на деяких островах. Полюбляє сонячні посушливі місцини з добре розвинутою рослинністю (чагарники, негусті ліси, фруктові сади та інші агроландшафти). |            | [ 51 ] [ 52 ]        |
|                               | Podarcis melisellensis (Braun, 1877)                          | Lacertidae       | Squamata   | LC              | Вздовж усього морського узбережжя та на островах. Надає перевагу посушливим місцинам: гаригам та іншим чагарникам, пасовиськам, рідким посушливим лісам, скелям та іншим кам'янистим місцинам, насипам обабіч доріг. На островах також трапляється на галькових пляжах.                                                                                 |            | [ 53 ] [ 54 ] [ 55 ] |
| Ящірка мурова                 | Podarcis muralis (Laurenti, 1768)                             | Lacertidae       | Squamata   | LC              | Поширена по всій континентальній Хорватії і на острові Црес. Мешкає в різних біотопах: у широколистяних лісах, серед скель та кам'яних руїн, у чагарниках, виноградниках. У горах трапляється на висоті до 2500 м. |            | [ 56 ] [ 57 ]        |
|                               | Podarcis siculus (Rafinesque-Schmaltz, 1810)                  | Lacertidae       | Squamata   | LC              | Від Істрії до Неума (Боснія та Герцоговина) та на багатьох островах. Також наявні окремі популяції біля Дубровника та Загреба. Трапляється в сільськогосподарських угіддях, серед чагарників, на піщаному морському узбережжі, на узліссях, у кам'янистих місцинах, а також в населених пунктах.                                                        |            | [ 58 ] [ 59 ]        |
| Ящірка живородна              | Zootoca vivipara (Lichstein, 1823)                            | Lacertidae       | Squamata   | LC              | Мешкає в північно-західній частині країни, в гірській місцевості на висотах від 70 і до 1800 м. Полюбляє гірські луки, трапляється поблизу озер, ставків, каналів, на узліссях та болотах. |            | [ 60 ] [ 61 ] [ 62 ] |
|                               | Malpolon insignitus (Geoffroy Saint-Hilaire, 1827)            | Lamprophiidae    | Squamata   | LC              | За винятком Істрії трапляється вздовж усього узбережжя Хорватії та на островах поблизу. Є ксерофільним видом, який полюбляє посушливі негусті ліси, чагарники, рівнини з бідною рослинністю. |            | [ 2 ] [ 63 ]         |
| Вуж звичайний                 | Natrix natrix (Linnaues, 1758)                                | Natricidae       | Squamata   | LC              | Поширена по всій Хорватії. Надає перевагу вологим місцинам (поблизу водойм, на болотах). Також трапляється в широколистяних лісах, на луках, у передмістях. |            | [ 2 ] [ 64 ]         |
| Вуж водяний                   | Natrix tessellata (Laurenti, 1768)                            | Natricidae       | Squamata   | LC              | Змія поширена по всій країні, окрім місцин, в яких бракує водойм (хорватські острови та деякі ділянки узбережжя). Мешкає в озерах, ставках, річках, часом виповзає на берег. |            | [ 65 ] [ 66 ]        |
| Гекон стінний                 | Tarentola mauritanica (Linnaeus, 1758)                        | Phyllodactylidae | Squamata   | LC              | Мешкає на островах поблизу узбережжя, а також подекуди в північних прибережних ділянках Хорватії. Трапляється в печерах, на схилах скель, серед кам'яних руїн, на кам'яних стінах, а також у будинках. |            | [ 2 ] [ 67 ]         |
| Коротконіжка європейська      | Ablepharus kitaibelii (Bibron et Bory de Saint-Vincent, 1833) | Scincidae        | Squamata   | LC              | Трапляється поблизу Ілоку та Папука. Наявні непідтверджені дані щодо знахідки поблизу Доні-Міхоляц. Мешкає в теплих та посушливих біотопах (лесові схили поблизу Ілока та вапнякові місцини з рідкими дібровами та розвинутим трав'яним покривом в районі Папука).                                                                                      |            | [ 68 ] [ 69 ] [ 70 ] |
| Гадюка носата                 | Vipera ammodytes (Linnaues, 1758)                             | Viperidae        | Squamata   | LC              | Поширена по всій Хорватії у посушливих місцинах: на кам'янистих схилах з бідною рослинністю, знеліснених ділянках, серед кам'яних руїн, у виноградниках. |            | [ 71 ] [ 72 ]        |
| Гадюка звичайна               | Vipera berus (Linnaues, 1758)                                 | Viperidae        | Squamata   | LC              | Північно-східна частина країни (долина Дунаю та долини його приток — Сави та Драви). Також зустрічається в Горскому Котарі (до 700 м) та деяких гірських місцинах поблизу Боснії та Герцеговини (на висоті до 1600 м). Мешкає у різних біотопах, але надає перевагу вологим: берегам річок, альпійським лукам, вересовим пустищам, болотам, чагарникам. |            | [ 73 ] [ 74 ]        |
| Гадюка лучна                  | Vipera ursinii (Bonaparte, 1835)                              | Viperidae        | Squamata   | VU              | Гірський вид, поширений у Південному Велебіті та розташованих поблизу районах Динарських Альп (гори Троглав, Динара, Камешніца). Полюбляє гірські луки. |            | [ 75 ] [ 76 ] [ 77 ] |
| Шкіряста черепаха єдина       | Dermochelys coriacea (Vandelli, 1761)                         | Dermochelyidae   | Testudines | VU              | Вид широко розповсюджений у Світовому океані. В акваторії Хорватії реєструється час від часу, яйця не відкладає. |            | [ 78 ] [ 79 ] [ 80 ] |
| Каретта звичайна              | Caretta caretta (Linnaues, 1758)                              | Cheloniidae      | Testudines | VU              | Трапляється біля узбережжя як материкової, так й острівної частин Хорватії. При цьому даних про відкладання яєць на території Хорватії немає. |            | [ 81 ] [ 82 ] [ 83 ] |
| Морська черепаха зелена       | Chelonia mydas (Linnaues, 1758)                               | Cheloniidae      | Testudines | EN              | Ця черепеха поширена у водах Світового океану, у яких температура не нижча за 20 °C. В акваторії Хорватії реєструється час від часу (найрідше зі всіх морських черепах), яйця не відкладає. |            | [ 80 ] [ 84 ] [ 85 ] |
| Черепаха болотна              | Emys orbicularis (Linnaeus, 1758)                             | Emydidae         | Testudines | NT              | Поширена по всій країні, як в континентальній частині, так і на деяких островах (Крк, Црес, Корнат, Плавнік, Млєт). Не трапляється у високогірних районах в центрі країни (Ліка та Горський Котар). Мешкає у багатьох типах водойм, особливо полюбляє порослі очеретом, зі слабкою течією.                                                              |            | [ 86 ] [ 87 ] [ 88 ] |
| Червоновуха черепаха звичайна | Trachemys scripta (Thunberg in Schoepff, 1792)                | Emydidae         | Testudines | NA              | Наводиться як інтродукований вид. Знайдена в багатьох місцях Хорватії, найбільша популяція зареєстрована у Загребі (парк «Максимир») та поблизу нього. Популяція стійка, проте, на думку Єліча, підтримується антропогенно, а репродукція в Хорватії ще замала для самовідтворення виду.                                                                |            | [ 6 ] [ 89 ]         |
|                               | Mauremys rivulata (Valenciennes, 1833)                        | Geoemydidae      | Testudines | LC              | Трапляється на крайньому півдні Хорватії (міста Стон, Майкові, Конавле, ріка Неретва). Надає перевагу водоймам зі слабкою течією: річкам, ставкам, озерам, болотам, іригаційним каналам. |            | [ 90 ] [ 91 ] [ 92 ] |
| Черепаха балканська           | Testudo hermanni Gmelin, 1789                                 | Testudinidae     | Testudines | NT              | Вздовж усього узбережжя, від Далмації і до кордону з Чорногорією, та на островах. Також наявні інтродуковані популяції поблизу Загреба, Вировтиці, Осієка. Може траплятися на луках, у гаригах та маквісах, полюбляє карстові місцини, також трапляється у сільськогосподарських угіддях.                                                               |            | [ 93 ] [ 94 ] [ 95 ] |

#### Сумнівні плазуни
| Українська назва      | Біноміальна назва                        | Родина      | Ряд      | Статус ЄЧС/МСОП | Пояснення | Зображення | Виноски       |
| Двохідка анатолійська | Blanus strauchi (Bedriaga, 1884)         | Blanidae    | Squamata | NA              | Єдина знахідка на острові Хвар датується 1900 роком, але й вона піддається сумніву. Через численні викопні знахідки в південній Європі потенційно може бути складовою хорватської герпетофауни. |            | [ 96 ] [ 97 ] |
| Сліпун червоподібний  | Xerotyphlops vermicularis (Merrem, 1820) | Typhlopidae | Squamata | LC              | Єдиний раз реєструвався в 1977 році на острові Дугі-Оток. Необхідні подальші дослідження аби встановити, чи дійсно цей вид змій мешкає на острові.                                              |            | [ 98 ] [ 99 ] |